# Centinela (película)
Centinela (título original: Sentinelle) es una película de acción francesa de 2021 dirigida y coescrita por Julien Leclercq. Protagonizada por Olga Kurylenko, Marilyn Lima y Michel Nabokoff, fue estrenada internacionalmente en la plataforma digital Netflix el 5 de marzo de 2021.

## Sinopsis
Klara sirve en el ejército francés durante una misión en Siria y debe presenciar el momento en que un niño activa, a petición de su padre, una bomba que trae pegada a su cuerpo. Esta experiencia la deja traumatizada, por lo que es transferida a su natal Niza (donde viven su madre y su hermana) para que haga patrullaje urbano con un grupo antiterrorista. Para sacarla de la rutina diaria su hermana la invita a un club nocturno lugar en el cual se separan debido a que esta se va con otros amigos que se encontraban en el VIP del local, por su parte ella se retira en compañía de una adolescente para realizar sexo casual lésbico. Días después, su hermana Tania es encontrada violada y golpeada al parecer por un alto funcionario ruso. Tras hacer averiguaciones por su propia cuenta y confirmar la identidad del sujeto que abusó de su hermana, decide tomar la ley por su propia cuenta, sin importarle que su trabajo y su libertad corran peligro.

## Reparto
- Olga Kurylenko es Klara
- Marilyn Lima es Tania

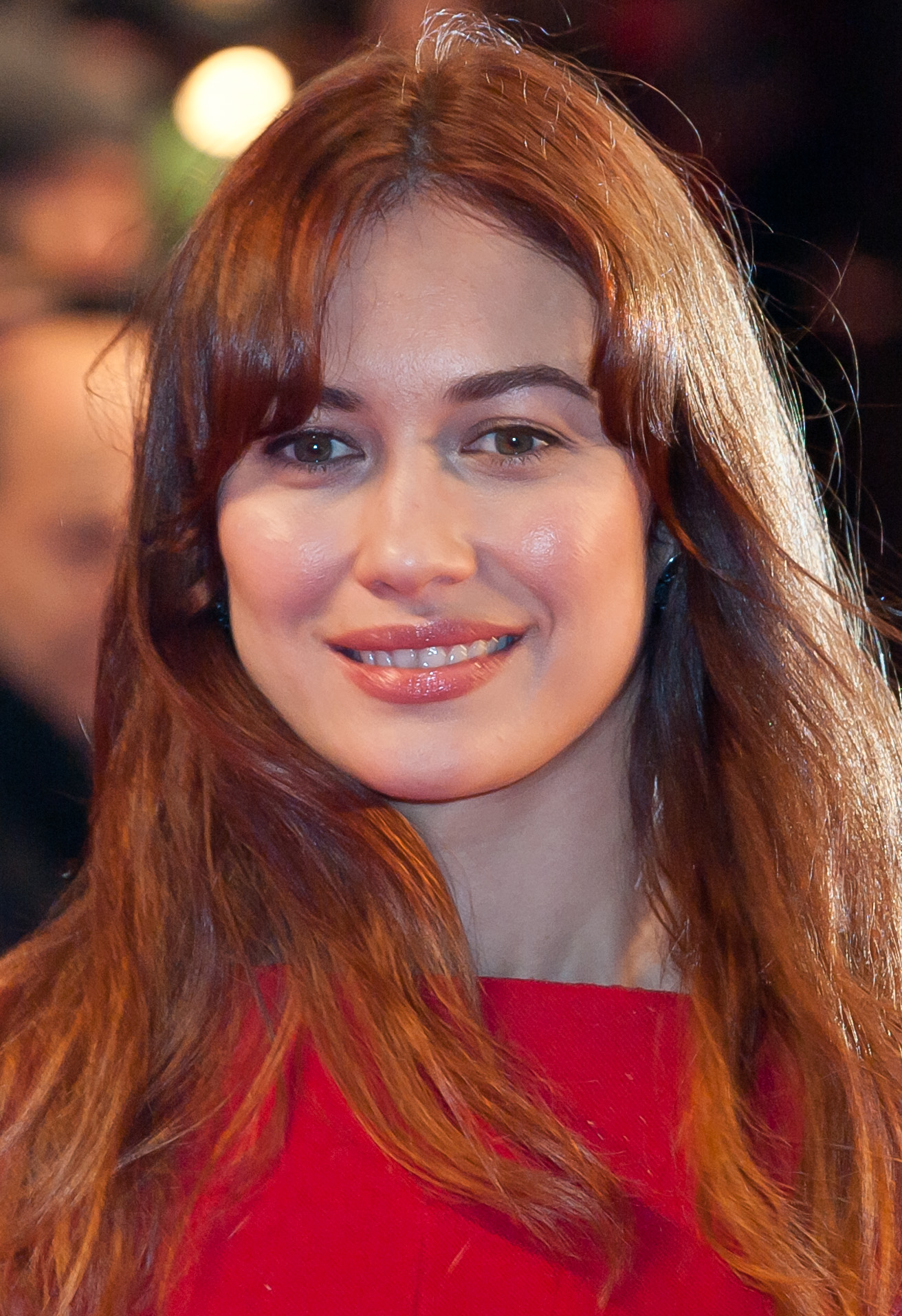
La actriz y modelo francesa de origen ucraniano Olga Kurylenko protagonizó el filme

- Michel Nabokoff es Leonid Kadnikov
- Martin Swabey es Eric Jaubert
- Carole Weyers es Catherine Muller
- Andrey Gorlenko es Yvan Kadnikov
- Antonia Malinova es Maria Kovalev
- Michel Biel es Aurélien
- Guillaume Duhesme es el teniente coronel
- Gabriel Almaer es el soldado de la armería